# Natallia Dobrynska
Natallia Dobrynska (29 de mayo de 1982 en Vínnitsa, Ucrania) es una ex atleta ucraniana especialista en pruebas combinadas que se proclamó campeona olímpica de heptatlón en los Juegos de Pekín 2008.

## Resultados
| Año  | Competición               | Lugar      | Puesto          | Marca    |
| ---- | ------------------------- | ---------- | --------------- | -------- |
| 2004 | Campeonato Mundial Indoor | Budapest   | 2ª en pentatlón | 4.727 p. |
| 2004 | Juegos Olímpicos          | Atenas     | 8ª en heptatlón | 6.255 p. |
| 2005 | Campeonato Europeo Indoor | Madrid     | 3ª en pentatlón | 4.667 p. |
| 2005 | Campeonato Mundial        | Helsinki   | 9ª en heptatlón | 6.144 p. |
| 2006 | Campeonato Europeo        | Gotemburgo | 6ª en heptatlón | 6.356 p. |
| 2007 | Campeonato Europeo Indoor | Birmingham | 5ª en pentatlón | 4.739 p. |
| 2007 | Campeonato Mundial        | Osaka      | 8ª en heptatlón | 6.327 p. |
| 2008 | Campeonato Mundial Indoor | Valencia   | 4ª en pentatlón | 4.742 p. |
| 2008 | Juegos Olímpicos          | Pekín      | 1ª en heptatlón | 6.733 p. |

## Marcas personales
- Heptatlón - 6.733 p. (Pekín, 16 de agosto de 2008)
- 100 metros vallas -  13.44 s. (Pekín, 15 de agosto de 2008)
- Salto de altura - 1.86 m (Gotemburgo, 7 de agosto de 2006)
- Lanzamiento de peso - 17.29 m (Pekín, 15 de agosto de 2008)
- 200 metros - 24.39 s. (Pekín, 15 de agosto de 2008)
- Salto de longitud - 6.63 m (Pekín, 16 de agosto de 2008)
- Lanzamiento de jabalina - 48.60 m (Pekín, 16 de agosto de 2008)
- 800 metros - 2:15.38 (Götzis, 30 de mayo de 2004)